# Шарчинский сельсовет (Новосибирская область)
Шарчинский сельсовет — сельское поселение в Сузунском районе Новосибирской области Российской Федерации.
Административный центр — село Шарчино.

## История
Статус и границы сельского поселения установлены Законом Новосибирской области от 2 июня 2004 года № 200-ОЗ «О статусе и границах муниципальных образований Новосибирской области»

## Население
| 2002 | 2010 | 2012 | 2013 | 2014 | 2015 | 2016 |
| ---- | ---- | ---- | ---- | ---- | ---- | ---- |
| 1203 | ↘985 | ↘981 | ↗984 | ↗985 | ↘980 | ↘970 |
| 2017 | 2018 | 2019 | 2020 | 2021 |      |      |
| ↘953 | ↘942 | ↘919 | ↘871 | ↘857 |      |      |

## Состав сельского поселения
| № | Населённый пункт | Тип населённого пункта       | Население |
| - | ---------------- | ---------------------------- | --------- |
| 1 | Плоское          | село                         | ↘217      |
| 2 | Фёдоровский      | посёлок                      | ↘37       |
| 3 | Шарчино          | село, административный центр | ↘731      |